# Royal Sovereign (Schiff, 1916)
Die HMS Royal Sovereign war ein Schlachtschiff der Revenge-Klasse, das zu Beginn des Ersten Weltkriegs für die Royal Navy gebaut wurde. Während des Krieges war sie Teil der Grand Fleet, wurde aber in keinerlei Kampfhandlungen verwickelt. In der Zeit zwischen den Kriegen wurde sie im Mittelmeer und im Atlantik eingesetzt. Vor und während des Zweiten Weltkriegs wurde sie mehrmals umgerüstet und diente in der Home Fleet, in der Mittelmeerflotte sowie in der Eastern Fleet. 1944 wurde die Royal Sovereign an die sowjetische Marine übergeben, die sie in Arkhangelsk umbenannte. Nach dem Krieg wurde das Schiff zurückgegeben und 1949 abgewrackt.

## Geschichte
Die Royal Sovereign wurde am 15. Januar 1914 auf Kiel gelegt, am 29. April 1915 vom Stapel gelassen und im Mai 1916 für den Einsatz in der Grand Fleet in Dienst gestellt.

### Erster Weltkrieg
Als die Grand Fleet am 30. Mai 1916 Scapa Flow verließ, blieb die Royal Sovereign wegen eines technischen Defekts zurück und konnte so nicht an der Skagerrakschlacht teilnehmen. Am 18. August lief die Grand Fleet aus, um die Hochseeflotte auf ihrem Vormarsch in die südliche Nordsee aus dem Hinterhalt anzugreifen, aber eine Reihe von Fehlmeldungen hinderte Admiral Jellicoe daran, die deutsche Flotte abzufangen, bevor sie in den Hafen zurückkehrte. Zwei leichte Kreuzer wurden während der Operation von deutschen U-Booten versenkt, was Jellicoe zu der Entscheidung veranlasste, die größeren Einheiten der Flotte südlich von 55° 30' Nord nicht zu riskieren, da es dort viele deutsche U-Boote und Minen gab. Die Admiralität stimmte dem zu und legte fest, dass die Grand Fleet nicht ausrücken würde, es sei denn, die deutsche Flotte versuchte eine Invasion Großbritanniens oder es bestand die große Möglichkeit, dass sie unter geeigneten Bedingungen zu einem Gefecht gezwungen werden könnte. Am 22. April 1918 fuhr die Hochseeflotte zum letzten Mal nach Norden, um einen Konvoi nach Norwegen abzufangen, musste aber zwei Tage später umkehren, nachdem der Schlachtkreuzer Moltke einen Motorschaden erlitten hatte. Die Grand Fleet lief am 24. November von Rosyth aus, als die Operation entdeckt wurde, konnte die Deutschen aber nicht mehr einholen. Dies war das letzte Mal, dass die Royal Sovereign und die übrige Grand Fleet für den verbleibenden Teil des Krieges in See stachen.

### Zwischenkriegszeit
Nach dem Kriegsende wurde die Royal Sovereign im April 1919 dem 1. Schlachtgeschwader der Atlantik-Flotte zugeteilt. Aufgrund des Griechisch-Türkischen Krieges beschloss die britische Regierung, eine Flotte in das östliche Mittelmeer zu entsenden. Daher wurde die Royal Sovereign zusammen mit dem 1. Schlachtgeschwader im April 1920 zur Mittelmeerflotte abkommandiert. Dort nahm das Schiff im Juli 1920 an Operationen gegen türkische Nationalisten in Istanbul (damals Konstantinopel) und im Schwarzen Meer teil. Sie leistete außerdem Hilfe bei der Flucht von russischen Oppositionellen vor den Kommunisten. Darunter Irene Galitzine. Im Juli 1920 schloss sie sich wieder der Atlantik-Flotte an und im Herbst kollidierte sie mit vor der Isle of Portland mit der Tiger, wobei sie beachtlichen Schaden erlitt. Im Januar 1921 wurde sie in Portsmouth ausgemustert und bis September 1921 überholt. Am 3. Oktober 1922 wurde sie wieder in Dienst gestellt und erneut der Atlantik-Flotte zugewiesen, wo sie bis Dezember 1926 verblieb. Anschließend wurde sie während des Wafd-Aufstands in Ägypten erneut ins Mittelmeer beordert. Am 4. Oktober 1927 kehrte sie nach Portsmouth zurück, wo sie ausgemustert und der Reserve zugeteilt wurde. Am 15. Mai 1929 wurde das Schiff wieder in Dienst gestellt und der Mittelmeerflotte zugewiesen, wo sie bis April 1935 verblieb. Ab April wurde sie der Home-Fleet zugewiesen und nahm am 16. Juli an der Flottenschau in Spitehead anlässlich des silbernen Thronjubiläums von Georg V. teil. Im August wurde das Schiff dann zum 2. Schlachtgeschwader abkommandiert, wo es als Flaggschiff für Konteradmiral Charles Ramsey diente. Ab Januar 1936 diente die Royal Sovereign als Ausbildungsschiff, wo sie unter anderem vor Madeira und Gran Canaria kreuzte. Ab 2. Juni 1937 wurde es erneut für eine Generalüberholung in Reserve gestellt und kehrte am 18. Februar 1938 zum 2. Schlachtgeschwader zurück. 1939 wurde das Schiff der North Atlantic Escort Force in Halifax zugeteilt und eskortierte König Georg VI. bei seinem Besuch in Kanada auf halber Strecke über den Atlantik. Mit steigenden Spannungen zwischen Deutschland und Großbritannien begann die Royal Navy im August 1939 ihre Schiffe in den Marinestützpunkten zu sammeln. Die Royal Sovereign begab sich daher nach Invergordon und schloss sich am 31. August der Home-Fleet unter dem Kommando von Admiral Charles Forbes an.

### Zweiter Weltkrieg
Nach dem Beginn des Krieges wurde die Royal Sovereign erneut der North Atlantic Escort Force zugeteilt, aber im Mai 1940 ins Mittelmeer beordert. Am 9. Juli 1940 nahm sie an der Seeschlacht bei Punta Stilo teil, hatte aber keine Gelegenheit, das Feuer zu eröffnen. Ende 1941 bis Ende 1943 war das Schiff Teil der britischen Eastern Fleet und leistete Geleitschutz im Indischen Ozean. Mitte August 1940 verließ die Royal Sovereign das Mittelmeer, um sich erneut der North Atlantic Escort Force anzuschließen. Dabei wurde sie auf ihrer Fahrt im Roten Meer von dem italienischen U-Boot Galileo Ferraris erfolglos angegriffen. Von September bis Oktober 1940 wurde sie in Durham überholt. Im Februar 1941 eskortierte sie kanadische Truppen nach England und von Mai bis Juni wurde sie in Norfolk überholt. Anfang August 1941 beabsichtigte die Admiralität, eine starke Flotte im Indischen Ozean aufzubauen, die in den Häfen von Colombo und Trincomalee stationiert werden sollte. Aufgrund der Einwände des Premierministers sollte jedoch nur ein kleines, aber schnelles Geschwader nach Sri Lanka entsandt werden. Er wollte die Duke of York, die Renown und die Indomitable entsenden. Da die Indomitable jedoch am 3. November vor Kingston auf Grund lief und die beiden anderen Schiffe nicht verfügbar waren, wurden die Royal Sovereign und die Revenge in den Indischen Ozean geschickt. Die Royal Sovereign selbst schloss sich am 16. November in Begleitung der Zerstörer Dulverton und Southwold dem Konvoi WS12Z vor Clyde an und erreichte am 18. Dezember Durban, von wo aus sie am 24. Dezember zu den Seychellen, Sansibar und den Malediven fuhr. Nach ihrer Ankunft in Colombo wurde sie am 1. Februar Teil des 3. Kampfgeschwaders der Eastern-Fleet. Dort wurde sie hauptsächlich für Konvoiaufgaben im Indischen Ozean eingesetzt. Im September 1942 wurde sie in Philadelphia überholt und kehrte anschließend in die Heimat zurück, wo sie am 5. November 1943 ausgemustert und der Reserve in Rosyth überstellt wurde.
Am 30. Mai 1944 wurde sie als Leihgabe an die sowjetische Marine übergeben und in Archangelsk umbenannt. Hintergrund war, dass die Sowjetunion einen Anteil der erbeuteten Schiffe der italienischen Marine forderte. Als Zwischenlösung wurde der UdSSR eine Anzahl Schiffe der Westalliierten zur Verfügung gestellt. Am 17. August 1944 verließ das Schiff Großbritannien als Teil der Eskorte für den Konvoi JW59. Auf ihrem Weg nach Kola wurde sie von U-711 erfolglos angegriffen. Am 29. August 1944 übernahm in Poljarny eine sowjetische Besatzung das Schiff. Dort diente sie als Flaggschiff von Admiral Lewtschenko, der eine Geleitgruppe zum Schutz der ankommenden Konvois nach Kola führte.
Vom 14. bis zum 24. September unternahm U-315 unter dem Kommando von Leutnant Zoller hartnäckige, aber erfolglose Versuche, die Verteidigungsanlagen von Kola zu überwinden, um die Archangelsk anzugreifen. Am 28. September versuchte ein weiteres U-Boot U-313 unter dem Kommando von Kapitänleutnant Schweiger, das Schiff anzugreifen, musste sich aber ebenfalls erfolglos zurückziehen.
Nachdem das ehemalige italienische Schlachtschiff Giulio Cesare am 4. Februar 1949 an die sowjetische Schwarzmeerflotte übergeben worden war, erhielt die Royal Navy die Archangelsk offiziell am 9. Februar zurück. Anschließend wurde das Schiff auf die Abwrackliste gesetzt und am 5. April 1949 an Thomas W. Ward Shipbreakers Ltd. verkauft, wo sie am 18. Mai 1949 in Inverkeithing abgewrackt wurde. Teile der Geschützturmmechanik wurden 1957 für das Lovell-Teleskop in Lower Withington, Cheshire, England verwendet.

## Technik

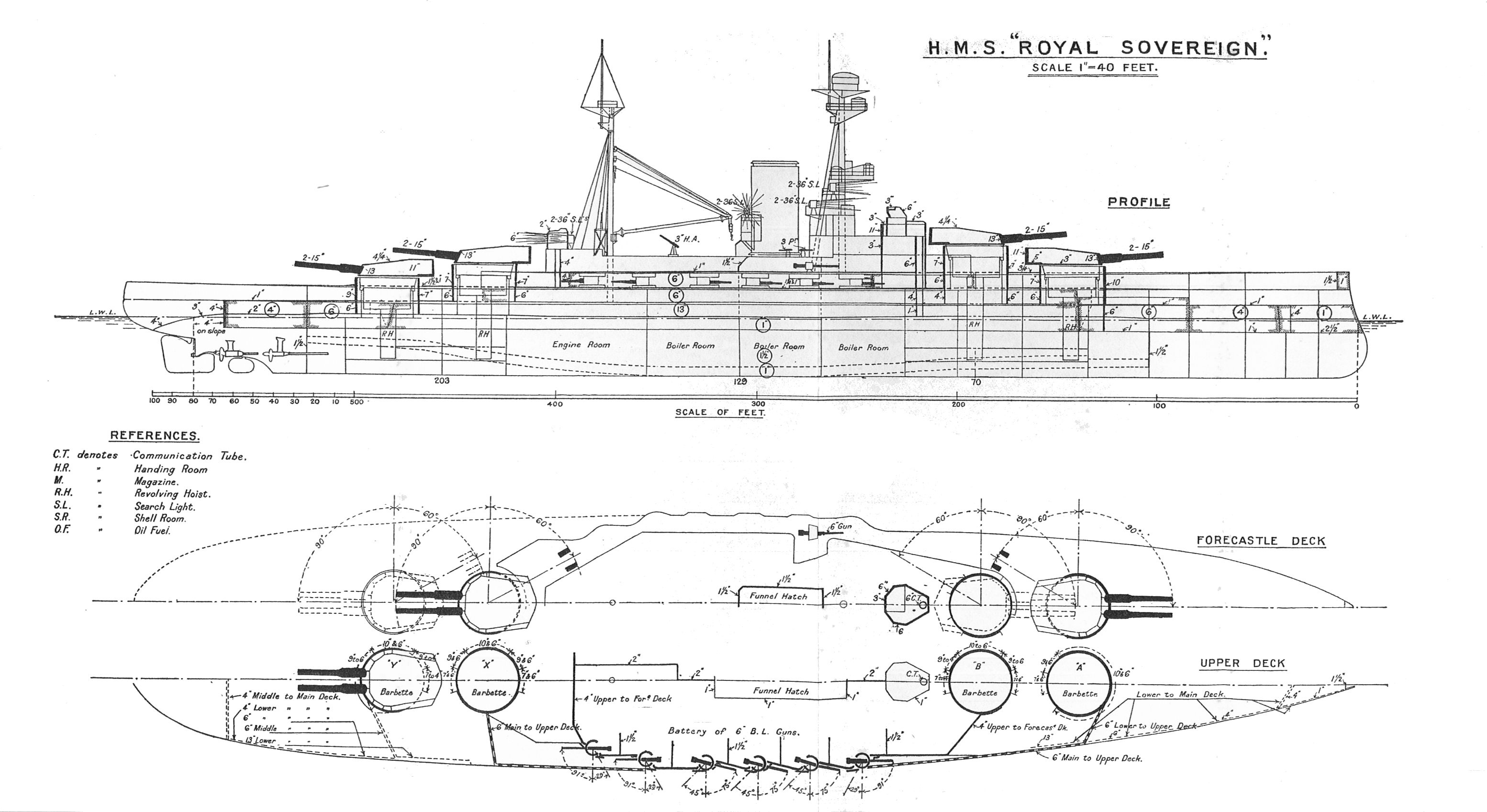
Aufriss um 1936: C.T. Kommunikationsrohr, H. R. Verteilerraum, M. Magazin, R.H. drehbarer Aufzug, S.L. Suchscheinwerfer, S.R. Patronenlager, O.F. Treibstoff

Das Schiff hatte eine Gesamtlänge von 189,20 m, eine Breite von 27 m und einen Tiefgang von 10 m. Die Verdrängung lag 1913 zwischen 28.000. t und 31.200 t und nach seiner Umrüstung ab 1939 zwischen 32.066 t und 33.732 t.

### Antrieb
Die Royal Sovereign war mit vier Parsonsturbinen ausgestattet, die jeweils eine Welle antrieben und insgesamt 40.000 Shp (29.420 kW) entwickelten, mit denen sie eine Höchstgeschwindigkeit von 23 Knoten (43 km/h) erreichte. Der Dampf wurde von achtzehn Babcock & Wilcox-Wasserrohrkesseln geliefert. Das Schiff konnte maximal 3.454 t Heizöl mitführen, was ihm bei 10 Knoten (19 km/h) eine Reichweite von 7.000 Seemeilen (13.000 km) ermöglichte. Die Besatzung des Schiffes bestand aus etwa 1000 Offizieren und Mannschaft.

### Bewaffnung
Die Hauptbewaffnung bestand aus acht 381-mm-Geschützen in vier Zwillingstürmen zwei vor und zwei hinter den Aufbauten mit der Bezeichnung A, B, X, und Y (von vorn nach achtern). Die Geschütze waren auf Mk-I-Lafetten mit einem Gewicht von 782 t und einem Seitenrichtbereich von −150 bis +150 Grad montiert. Die Kanonen selbst wogen 101 t und hatten bei einer maximalen Elevation von 30° und einer Mündungsgeschwindigkeit von 732 m/s eine Reichweite von 26.520 m. Sie verschossen 871 kg schwere Granaten mit einer Kadenz von etwa zwei Schuss pro Minute. Die Sekundärbewaffnung bestand aus vierzehn 152-mm-Kanonen. Zwölf davon befanden sich in Kasematten mittschiffs sechs auf jeder Breitseite. Die verbliebenen zwei befanden sich auf dem Schutzdeck. Die Kanone mit einem Gewicht von 7 t hatte bei einer maximalen Elevation von 40 Grad eine Reichweite von 12 km. Die 45 kg schweren Granate erreichten dabei eine Mündungsgeschwindigkeit von 861 m/s. Zur Verteidigung gegen Torpedoboote hatte das Schiff vier 47-mm-Schnellfeuergeschütze installiert und für die Flugabwehr standen zwei 76-mm-20-cwt-Schnellfeuergeschütze zur Verfügung. Außerdem war das Schiff mit vier 533-mm-Unterwasser-Torpedorohren ausgestattet. Zwischen 1924 und 1925 wurden sämtliche 76-mm-Flak durch 101-mm-Schnellfeuergeschütze ersetzt. 1932 erhielt das Schiff dann mehrere 40-mm-2-Pfünder-pom-pom in 8-fach-Lafetten auf erhöhten Plattformen an Back- und Steuerbord auf Höhe des Schutzdecks achtern. 1935 kamen mehrere 12-mm-Flugabwehrgeschütze in 4-fach-Lafetten an Back- und Steuerbord hinter dem Kommandoturm hinzu. Ab 1941 erhielt das Schiff dann acht Oerlikon-20-mm-Maschinenkanonen und 1942 kamen weitere sechs hinzu.

### Sensoren, Feuerleitanlage
Die Royal Sovereign war mit zwei Feuerleitrechnern ausgestattet, von denen sich einer über dem Kommandoturm und der andere im Ausguck des Fockmasts befand. Der Feuerleitrechner im Ausguck wurde ab 1931 und der Feuerleitrechner über dem Kommandoturm ab 1938 durch ein Steilwinkel-Feuerleitsystem (engl. HACS) ersetzt.

### Panzerung
Die Royal Sovereign hatte einen Panzergürtel aus Krupp-Zementstahl. Er streckte sich von der A-Barbette bis zur Y-Barbette und war mittschiffs 330 mm dick. Davor und dahinter verjüngte er sich auf 102 mm. Darüber verlief ein 152 mm dicker Plankengang, der sich von der A-Barbette bis zur X-Barbette erstreckte und in 152 mm starken Querschotten endete. Die Geschütztürme waren mit 279 bis 330 mm Panzerung an den Seiten und mit 127 mm auf dem Dach geschützt. Die Barbetten waren über dem Oberdeck zwischen 152 und 254 mm dick und darunter 101 bis 152 mm. Die Deckspanzerung war ähnlich wie bei der Queen-Elizabeth-Klasse mit einer zusätzlichen 51 mm starken Deckspanzerung auf dem Hauptgürtel in Höhe des Hauptdecks versehen. Der Kommandoturm war rundherum mit 330 mm gepanzert und hatte ein 76 mm dickes Dach. Der hintere Kommandoturm war rundherum mit 152 mm geschützt. Zum Schutz gegen Unterwasserexplosionen war das Schiff mit 38 mm starken Torpedoschotten ausgestattet, die vom vorderen bis zum hinteren Magazin verliefen und ab 1921 erhielt die Royal Sovereign einen Torpedowulst, der sich zwischen der vorderen und hinteren Barbette erstreckte.

### Umbauten und Modifikationen
1919 wurden über den Geschütztürmen „B“ und „X“ Startrampen für Aufklärungsflugzeuge und zusätzliche Panzerung über den Magazinen und Turmdächern installiert. Bis 1927 vergrößerte sich die Breite auf 31,07 m und die Verdrängung auf 30.186 t bis maximal 33.458 t. 1939 erhöhte sich die Verdrängung erneut und betrug jetzt zwischen 32.066 t und 33.732 t. Von Mai 1921 bis September 1922 erhielt das Schiff drei 9,1-m-Entfernungsmesser, jeweils einer auf der Rückseite des „B“-Turms, über dem „X“-Turm und über dem Steuerstand. Ein zusätzlicher Steilwinkel-Entfernungsmesser wurde auf kleinem Turm über der Brücke angebracht.